# Croce Rossa dell'eSwatini

Il simbolo della Croce Rossa

La Baphalali eSwatini Red Cross Society (BERCS) (in lingua inglese) è la società nazionale di Croce Rossa dell'eSwatini, Stato dell'Africa del Sud fino al 2018 noto come Swaziland.

## Storia
Nel 1933, quando lo Swaziland era protettorato del Regno Unito, venne stabilita nello stato africano una filiale della British Red Cross Society, la società Britannica della Croce Rossa. Nel 1968 Sobhuza II dichiara l'indipendenza del paese dal Regno Unito, e nel 1970 la Croce Rossa nazionale diventa una Società indipendente presieduta da Sua Maestà Sobhuza II, che le dà la denominazione di Baphalali Swaziland Red Cross Society. Nello stesso anno, la Croce Rossa nazionale viene ufficialmente riconosciuta con un atto del Parlamento noto come "the Baphalali Swaziland Red Cross Act of Parliament".
Nel 1979 la Baphalali Swaziland Red Cross viene riconosciuta sia da parte del Comitato internazionale della Croce Rossa che da parte della Federazione.
Nel 1999 l'Assemblea Generale elegge una commissione speciale con il compito di rivedere ed aggiornare la Costituzione, che viene approvata nello stesso anno.

## Organizzazione
La Presidente dell'associazione è la signora Happy Dlamini.
Il comitato esecutivo nazionale è eletto dall'Assemblea Generale ed è composto da rappresentanti delle quattro distretti in cui è divisa la nazione. Attualmente esistono due sottocomitati: il Comitato per lo sviluppo delle risorse ed il Comitato finanziario.

### Suddivisioni territoriali
La copertura nazionale è affidata a cinque divisioni competenti per territorio:
- Distretto di Hhohho
- Distretto di Lubombo
- Distretto di Manzini
- Distretto di Shiselweni
- Città di Piggs Peak

Le divisioni sono governate dai comitati divisionali, eletti dalle assemblee divisionali. Ogni divisione ha diverse sezioni responsabili per le diverse attività.

### Gruppo giovanile
Il gruppo giovanile è rappresentato a tutti i livelli: ogni divisione distrettuale ha un rappresentante del gruppo, i cinque rappresentanti sono membri dell'assemblea generale ed eleggono un rappresentante nazionale.

## Attività
La BERCS ha attualmente cinque campi di attività principali:

### Sanità
La società è impegnata nella lotta all'HIV/AIDS con campagne di prevenzione rivolte ai giovani, cura e supporto agli ammalati. Con il supporto della Croce Rossa svizzera ha avviato un servizio di raccolta del sangue nelle regioni di Hhohho e Lubombo in collaborazione con il Ministero per la Salute.
La BERCS è anche il maggior fornitore di servizio di primo soccorso sul territorio nazionale.

### Sviluppo istituzionale
La BERCS è impegnata nel continuo miglioramento dei propri organi istituzionali, a livello nazionale e divisionale, finalizzato al miglioramento delle condizioni dei propri operatori, dell'efficienza delle risorse e delle campagne di raccolta fondi.

### Preparazione e risposta ai disastri
La società sta sviluppando una politica di preparazione ai disastri e un piano di indirizzamento delle risorse nel modo più rapido ed efficiente, anche in collaborazione con altre Società Nazionali di Croce Rossa, al fine di mitigarne gli effetti sulla popolazione. Anche l'HIV/AIDS, autentica piaga nel Paese, è considerato "disastro" nell'ottica del piano di sviluppo della BERCS.

### Diritto Internazionale Umanitario
La BERCS è impegnata nella diffusione e nella educazione al Diritto internazionale umanitario presso le Forze Armate, le Università e le Pubbliche Autorità. Intende migliorare la comunicazione utilizzando le nuove tecnologie disponibili in tutte le divisioni.

### Reclutamento
La società impegna parte delle proprie risorse al reclutamento dei volontari, soprattutto tra i giovani, nella speranza di facilitare lo sviluppo della società stessa.